# 国防科技大学出版社
国防科技大学出版社是中华人民共和国的一家出版社，成立于1985年，社址位于湖南省长沙市，由国防科技大学主办。